# りぼんマスコットコミックス
りぼんマスコットコミックス（RIBON MASCOT COMICS）は、集英社が発行する日本の漫画単行本レーベル。同社の少女漫画雑誌『りぼん』に掲載された作品を主に、『Cookie』などに掲載された作品（マーガレットコミックスから発売される場合もある）も収録している。略称は「RMC」。
かつては、『りぼんコミック』・『りぼんオリジナル』（ともに現在は休刊）などの派生誌に掲載された作品もこのレーベルから刊行されていた。

## 歴史
1970年に創刊された。最初のタイトルは、井出ちかえの『ビバ!バレーボール』1巻 (RMC-1)。「マーガレットコミックス」とは異なり、創刊当初から紙カバーで刊行されている。また、『ビバ!バレーボール』などの初期のタイトルには、「マーガレットコミックス」と同様に「〜の巻」などのサブタイトルがつけられている。
1970年代の半ばには、一部のタイトルが「マーガレットコミックス」と同様、白泉社の「花とゆめコミックス」に移動した。ただし、表紙のイラストが「花とゆめコミックス」の版では変更されている。また、1976年から刊行された集英社漫画文庫にも、『陽気な転校生』（巴里夫）など一部のタイトルが移動している。
月刊誌の『りぼん』に掲載された作品が中心ということもあり、当初は10巻を超えるような巻数の多いシリーズものはなかった。しかし、1980年代以降、テレビアニメ化された作品を中心に10巻以上のタイトルも登場しており、その中でも1982年から刊行された『ときめきトゥナイト』（池野恋）は30巻に達している（完結編の「星のゆくえ」・番外編既刊3巻・「それから」を含めると全36冊）。
『紳士同盟†』10巻において、初めて特装版を発行した。なお、小中学生向け少女漫画雑誌で連載された作品の特装版は、『講談社コミックスなかよし』での実例がある。

## デザイン
2002年5月まで採用されていたコミックスのデザインには、
- 四角の枠内にイラストを配置、その上部にタイトルと巻数、下部に右寄せで作者名をそれぞれ記載という表紙スタイル。
- コミックス上部に、緑、ピンク、紫、青の4色の横線・それに重なり "RIBON MASCOT COMICS" という表記。
- コミックス裏面の中央に丸枠・その中にイラストを記載。

などの統一された特徴があった。「花とゆめコミックス」も背表紙がよく似ているが、これは『花とゆめ』を出版している白泉社が集英社のグループで、創刊当時は『りぼん』と同年齢層を狙っていた頃の名残である。
ただし、1995年以降にたコミックスでは、タイトル書体がオリジナルの作品も存在していた（『こどものおもちゃ』、『神風怪盗ジャンヌ』など）。
2000年に創刊されたCookieに掲載された作品のコミックス（『NANA』『カラフル・パレット』など）では、全面にイラストを配置するという新たなデザインが採用された。通常のりぼんマスコットコミックスにおいても、2002年6月発行のコミックス（『満月をさがして』1巻など）からは同様のデザインへと変更されていった。
さらに、2006年7月発行のコミックス（『たらんたランタ』1巻など）からは上部の横線をなくすなど、さらに自由度の高いデザインが採用され、同社刊の少年誌週刊少年ジャンプやSQのジャンプコミックスに類似している。区別を付ける為、上部あるいは下部、中央部に楕円形のRMCりぼん（基本色はピンク。作者が色指定ができ、中には紫、オレンジなどのカラーマークが付く。背表紙に付くりぼんガールも同様。）Cookieの場合は、RMC Cookieと表記される。
ただし、新たなデザインが採用された後も、デザイン変更をはさんで発行される連載作品のコミックスは、基本的に1巻のデザインのままで発売される（つまり、デザイン変更以前に1巻が、デザイン変更後に2巻が発売された場合、2巻のデザインは1巻のデザインに合わせ、デザイン変更以前のものとなる。『紳士同盟†』など、『GALS!』の続編は2002年以前のデザインで刊行されている）。
ロゴキャラは、りぼんを上に付けた少女のマーク（りぼんガール）であるのが特徴。
上記のルールに当てはまらない例：『アニマル横町』（前川涼）
- 1巻（2001年2月発行）から11巻（2010年12月発行）まで初期のデザインが適用されていたが、12巻（2011年12月発行）以降は全面にイラストの描かれているデザインに変更されている。（ただし、3巻（2003年1月発行）以降は、四角の枠外にもイラストが配置されるデザインに変更された。）

『ちびしかくちゃん』（さくらももこ）
- 基本的なデザインは上記のルールに則っているが、背表紙のりぼんガールはリボンを付けたしか子のイラストになっている。2巻（2018年12月発行）は、1巻分のストックが貯まる前に作者が死去した影響で、80ページと少ないページ数になった。そのため、紙版のコミックスは背表紙の厚みが異例の薄さとなった。

## 新人まんが家デビュー作品シリーズ
1980年代初頭から、新人漫画家のデビュー作のみをまとめたコミックスを定期的に出していた。これは毎回約5,6人の新人のデビュー作を1冊にまとめ、その中で一番期待度の高い新人が表紙を描きおろしているもので、「新人まんが家デビュー作品シリーズ」としてシリーズ化されていたものだった。過去には『りぼん新人まんが傑作集』の名で一条ゆかりや池野恋が編集を担当していたが、『ほっぷすてっぷデビュー!』では「りぼん特別編集」となっている。2005年4月に刊行された『ほっぷすてっぷデビュー!』5巻を最後に刊行されていない。

## 連載作品

### 現在連載中の作品
Cookie、りぼんを参照。

### 過去のヒット作
五十音順に記載。
- 愛してるぜベイベ★★
- 赤ずきんチャチャ
- あなたとスキャンダル
- ウルトラマニアック
- お父さんは心配症
- 下弦の月
- 神風怪盗ジャンヌ
- 銀色のハーモニー
- GALS!
- グッドモーニング・コール
- くまちゃん
- CRASH!
- ケロケロちゃいむ
- こいつら100%伝説
- ご近所物語
- こどものおもちゃ
- 桜姫華伝
- スターダスト★ウインク
- 砂の城
- 世紀末のエンジェル
- 空色のメロディ
- Wピンチ!!
- 探偵レボリューション
- ちびまる子ちゃん
- チョコミミ
- 月の夜 星の朝
- デザイナー
- 天使なんかじゃない
- トウ・シューズ
- ときめきトゥナイト
- ナースエンジェルりりかSOS
- ないしょのプリンセス
- 猫田のことが気になって仕方ない。
- ねこ・ねこ・幻想曲
- パッション・ガールズ
- ハンサムな彼女
- 姫ちゃんのリボン
- 満月をさがして
- へそで茶をわかす
- ベイビィ★LOVE
- 星の瞳のシルエット
- ポニーテール白書
- ママレード・ボーイ
- まゆみ!
- マリンブルーの風に抱かれて
- 耳をすませば
- ミントな僕ら
- めだかの学校
- MOMO 終末庭園へようこそ
- 有閑倶楽部
- 夢色パティシエール
- 龍王魔法陣
- ルナティック雑技団